# Dolores Cebrián Fernández de Villegas
Dolores Cebrián Fernández de Villegas (Salamanca, 13 d'agost de 1881 – Madrid, 18 de febrer de 1973) va ser una professora espanyola.

## Biografia
Filla de Cristino Cebrián i Villanova, un militar de Salamanca, metge i professor a la Universitat de Salamanca, i de Concepción Fernández de Villegas, mestressa de casa, que van tenir set fills. Va estudiar Magisteri a la seva ciutat natal, on va exercir de mestra de primer ensenyament, professora auxiliar de Ciències Naturals i professora de Ciències Físiques a l'Escola Normal de Mestres. El 1905 va guanyar per ooisició la càtedra de Ciències Físiques i Naturals per a Escoles Normals i fou destinada a la Secció de Ciències de l'Escola Normal de Toledo, fins al 1908, en què es traslladà a l'Escola Normal de Madrid.
El mateix any de 1908 va viatjar a Londres per participar al Congrés Internacional d'Educació Moral i, becada per la Junta per a l'Ampliació d'Estudis, seguir un curs de Fisiologia Vegetal a La Sorbona de París. El 1920 va presentar una comunicació al Congrés Nacional sobre Educació, celebrat a Palma.
Va pertànyer al Lyceum Club Femenino. I, afiliada a la UGT, va tenir una activitat política important. El 1930 va ser nomenada directora de l'Escola Normal de Mestres de Madrid, i el 1931 va ser nomenada membre del Consell d'Instrucció Pública, més endavant Comissió Nacional de Cultura.
En acabar la Guerra civil va sofrir les conseqüències de la repressió. Separada de la càtedra pel seu compromís polític, no va tornar a rebre permís per exercir l'ensenyament.

## Vida familiar
Casada des de 1913 amb el dirigent socialista Julián Besteiro, vaseguir i patir el seu pelegrinatge per les presons de Porlier i del Cisne, a Madrid, Dueñas a Palència i Carmona a Sevilla, on va estar reclòs fins a la seva mort, el setembre de 1940.
A Dolores Cebrián se li va obrir procés i la seva causa quedà tancada sense declaració de responsabilitats el 5 d'abril del 1941. Va morir a Madrid el 18 de febrer del 1973.
Era germana d'Amparo Cebrián, casada amb Lluís de Zulueta i Escolano.